# Bruce Chichester
Sir Alexander Palmer Bruce Chichester, 2. Baronet (* 24. Dezember 1842 auf Malta; † 25. Januar 1881 in Arlington Court) war ein britischer Adliger.

## Herkunft und Jugend
Bruce Chichester entstammte einer Linie der Familie Chichester, einer alten Familie der Gentry aus Devon. Er war der einzige Sohn von Sir John Chichester, 1. Baronet und von dessen Frau Caroline Thistlethwayte. Sein Vater starb bereits 1851, worauf der junge Bruce zum Erben des Titels Baronet, of Arlington Court in the County of Devon, sowie der umfangreichen Familienbesitzungen wurde. Der junge Bruce besuchte die Harrow School.

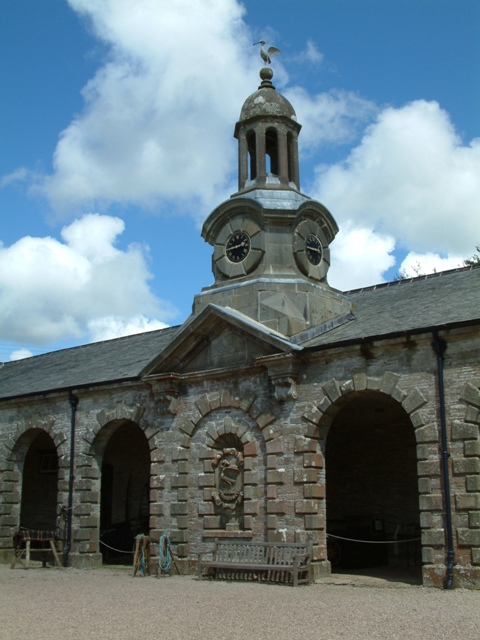
Der Mittelteil der von Chichester in Arlington erbauten Stallungen

## Leben als Landadliger, Krankheit und Tod
Nachdem Chichester 1863 volljährig geworden war, übernahm er die Verwaltung der Familienbesitzungen. Wie sein Vater betrachtete er sich als für seine Pächter verantwortlicher Grundbesitzer. Er diente 1868 als High Sheriff von Devon und dazu als Hauptmann der Yeomanry von Norddevon. Die Einkünfte aus seinem Grundbesitz erlaubten ihm ein luxuriöses Leben. Er ließ den Familiensitz Arlington Court weiter umbauen und stattete einen Teil der Räume neu aus. Chichester lud andere Angehörige der Gentry häufig zu Jagdgesellschaften oder Tanzveranstaltungen nach Arlington ein, das zu einem Mittelpunkt des gesellschaftlichen Lebens der Region wurde. Dazu war Chichester ein begeisterter Cricketspieler. Als standesbewusster Landadliger beschäftigte er sich intensiv mit der Geschichte seiner Familie, die er bis auf die normannische Eroberung zurückführte. Die Ergebnisse seiner Arbeit veröffentlichte er 1871 in einem Buch. Chichester besaß zwei Segeljachten, zunächst den Schoner Zoe und später den Zweimastschoner Erminia. Mit diesen machte er mehrfach Reisen, darunter 1869 und von 1877 bis 1878 mit seiner Familie zwei mehrmonatige Reisen durch das Mittelmeer. Während seiner zweiten Reise erkrankte er Ende 1877 an Maltafieber, wovon er sich nie wieder erholte. Er kehrte nach Arlington zurück und starb im Alter von 38 Jahren Anfang 1881 an den Folgen einer Erkältung. Er wurde in Woking beigesetzt.

## Familie und Erbe
Chichester hatte am 9. Februar 1865 in Cranbury Rosalie Chamberlayne (1843–1908), eine Tochter von Thomas Chamberlayne aus Cranbury Park in Hampshire geheiratet. Mit ihr hatte er eine Tochter:
- Rosalie Chichester (1865–1949).

Nach seinem Tod wurde seine Tochter Rosalie zur Erbin seiner inzwischen stark durch Schulden belasteten Besitzungen, während der Titel Baronet erlosch. Seine Frau übernahm die Verwaltung des Erbes und heiratete 1883 in zweiter Ehe Sir Arthur Chichester, 8. Baronet aus Youlston, einen entfernten Verwandten ihres Mannes. Rosalie Chichester hielt das Andenken an ihren Vater in hohen Ehren.

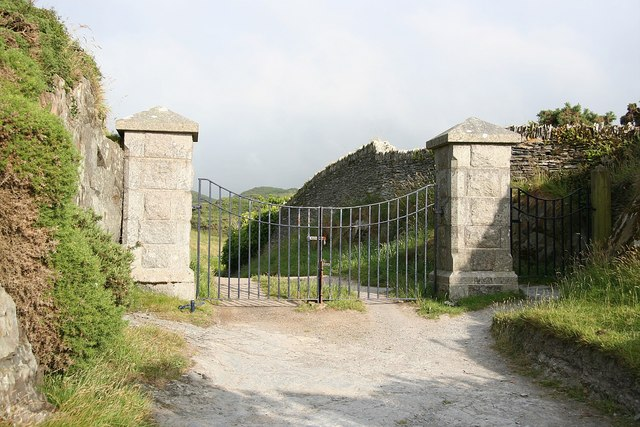
Morte Point an der Nordküste von Devon. Bruce Chichesters Tochter Rosalie vermachte zum Gedenken an ihren Vater 1909 diesen Küstenabschnitt dem National Trust.

## Werke
- History of the family of Chichester, from A.D. 1086-1870; including the descents of the various branches settled at Raleigh, Youlston, Arlington, Widworthy, Calverleigh Hall, and elsewhere in Devonshire; also of the Chichesters, Marquesses of Donegal, and Barons Templemore. Hotten, London 1871